# Piasca
Piasca es una localidad española del municipio de Cabezón de Liébana, perteneciente a la comunidad autónoma de Cantabria.

## Geografía
La localidad está situada a 556 m s. n. m. y a 2,8 kilómetros de la capital municipal, Cabezón de Liébana.

## Historia
Hacia mediados del siglo XIX, el lugar, ya por entonces perteneciente a Cabezón de Liébana, tenía contabilizada una población de 370 habitantes. Aparece descrito en el decimotercer volumen del Diccionario geográfico-estadístico-histórico de España y sus posesiones de Ultramar de Pascual Madoz con las siguientes palabras:

PIASCA: l. en la prov. de Santander (17 1/2 leg.), part. jud. de Ramales (1 1/4), dióc. de Leon (20), aud. terr. y c. g. de Búrgos (22 1/2), ayunt. de Cabezon de Lievana. sit. en un valle; su clima es muy sano. Es cab. de concejo compuesto de las ald. de Aceñaba, los Coos, Obriezo y Yebas que forman una pobl. de 84 casas divididas en varios grupos algo separados entre sí. Hay igl. parr. en Piasca (Santa Maria), que presentaba el abad de Sahagun con aprovacion del ordinario, á que estan agregadas las ald. de Aceñaba y Obriezo; otra en yebas (la Purísima Concepcion), matriz de la de Coos dedicada á San Julian, con un cura para su servicio de presentar de S. M. en los meses apostólicos, y en los ordinarios lo era del prior y monges de Piasca, órden de San Benito; de este edificio solo la igl. se halla en un estado regular, lo demas está en continua destruccion: en los Coos se ven 2 ermitas (Ntra. Sra. del Rosario y San Roque), y otra en Obriezo (Sta. Catalina y Sta. Cecilia). La escuela de primeras letras está en Piasca dotada con 300 rs., y la retribucion de los 30 niños de ambos sexos que la frecuentan. En su térm. se encuentran los desp. de Tabarniego y la Casilla. El terreno es arcilloso y arenisco, y de mediana calidad; le fertilizan las aguas del Deva. Los caminos dirigen á los pueblos limitrofes á Castilla y Potes; de este último punto recibe la correspondencia. prod.: granos, legumbres, frutas de hueso y pepita, buen vino, hortaliza y pastos; cria ganados, caza mayor y menor, y pesca de alguna trucha. ind.: varios molinos harineros, preparacion de maderas para carros, edificios y muebles, y escobar y trabajar los viñedos en otros pueblos del pais. pobl.: inclusas las ald., 90 vec., 370 alm. contr.: con el ayuntamiento.
(Madoz, 1849, p. 9)

En 2023, la entidad singular de población tenía empadronados 64 habitantes y el núcleo de población, también 64.

## Iglesia de Santa María de Piasca
Destaca del lugar la iglesia de Santa María de Piasca, protegida como monumento desde el año 1930.
Cabe destacar también el Cartulario de Santa María de Piasca, que contiene información fundamental para conocer la historia del cenobio. El susodicho se conserva en la Biblioteca Municipal de Santander, y fue declarado Bien de Interés Cultural en el año 2003.